# Akkad (région)

Localisations approximatives du pays d'Akkad et des régions voisines.

Akkad est une région de la Mésopotamie antique, dont le nom dérive de celui de la ville d'Akkad (ville), et également celui de l'empire d'Akkad formé à partir de cette dernière.
Ce terme désigne la région située autour de la cité d'Akkad (ou Agadé), dont la localisation exacte est inconnue, mais qui était située dans le voisinage de l'actuelle Bagdad ou au nord de celle-ci à la confluence du Tigre et de la rivière Adhem. Il désigne donc un territoire situé au nord de la Basse Mésopotamie et en Mésopotamie centrale. Depuis l'époque des rois de la troisième dynastie d'Ur (XXIe siècle av. J.-C.), ce terme est employé par les rois dans l'expression « roi de Sumer et d'Akkad », qui réunit les deux entités géographiques et culturelles de la Basse Mésopotamie, Sumer situé dans sa moitié sud, associé à la langue et à la culture sumériennes, et Akkad (écrit avec le logogramme URI) dans sa partie nord, constitué de populations majoritairement sémitiques. Cette expression a servi de point de départ à l'époque contemporaine pour de nombreuses réflexions sur le caractère dual de la civilisation de la Mésopotamie méridionale et des possibles tensions et oppositions entre « Sumériens » et « Akkadiens », même s'il est généralement admis qu'ils participent conjointement à la civilisation mésopotamienne, souvent également qualifiée pour les époques anciennes de « suméro-akkadienne ». À partir du XVIIIe siècle av. J.-C., la primauté exercée par Babylone sur le sud mésopotamien fait que ces deux ensembles sont plus fortement unifiés et que cette région peut être désignée comme la « Babylonie »,,,.
Par extension le terme d'Akkad a servi à désigner la langue parlée par les populations sémitiques de Basse Mésopotamie et de Mésopotamie centrale, l'akkadien (akkadu(m)), et cette désignation a été reprise à l'époque moderne. Cette langue inclut les dialectes assyrien et babylonien,,.
Il sert aussi à partir du début du IIe millénaire av. J.-C. a désigner la composante sémitique de Basse Mésopotamie parlant cette langue, les « Akkadiens » (masc. akkadû(m), fém. akkaditu(m)), qui sont alors à plusieurs reprises mis en opposition à d'autres populations qu'ils côtoient, les Amorrites, les Assyriens (terme qui désigne alors seulement les habitants de la cité d'Assur), les Soubaréens/Hourrites. Selon le contexte, le terme « Akkadiens » semble alors avoir des contours différents,.
Chez les historiens, « Akkadiens » désigne au sens large les populations parlant principalement l'akkadien, surtout dans le sud de la Mésopotamie, et souvent pour les distinguer des « Sumériens ». Au sens restreint, cela peut désigner les gens de l'empire d'Akkad, notamment son élite politique.